# Nik Wallenda

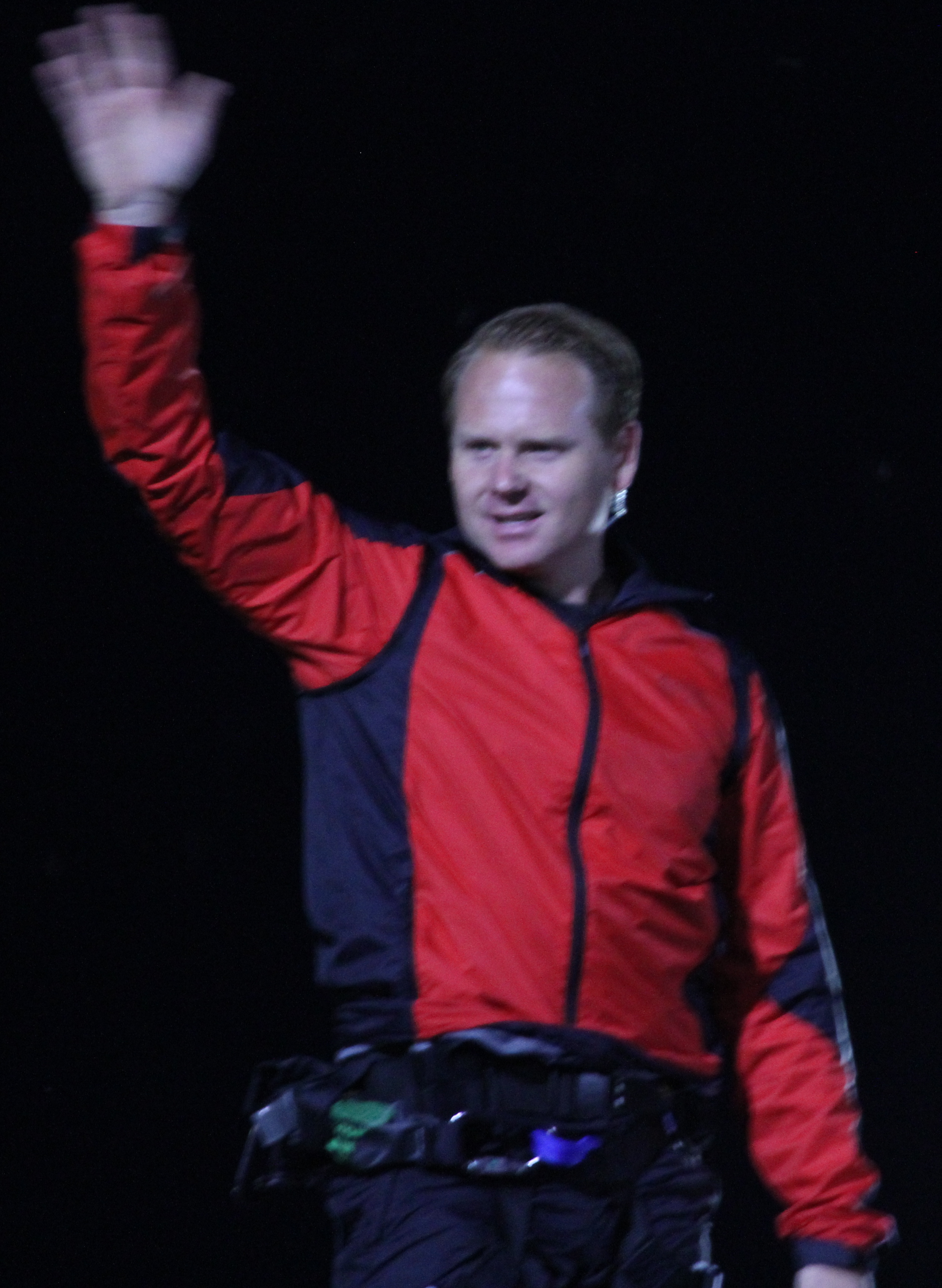
Nik Wallenda

Nikolas Wallenda (* 24. Januar 1979 in Sarasota, Florida) ist ein US-amerikanischer Hochseilartist, Stuntman und Extremsportler. Er ist Mitglied der Flying-Wallendas-Artistenfamilie, die auf den Magdeburger Zirkusakrobaten Karl Wallenda, seinen Urgroßvater, zurückgeht.

## Karriere
Nik Wallenda ist der Sohn von Terry Troffer und Delilah Wallenda und wurde in eine Artistenfamilie geboren. Bereits mit zwei Jahren balancierte er auf dem Seil, er durfte jedoch erst mit 13 Jahren an professionellen Aufführungen seiner Familie teilnehmen. Erst 1998 entschloss sich Wallenda dazu, einer Karriere als Hochseilartist nachzugehen, als ein Teil seiner Familie die 7-Personen-Pyramide auf dem Seil aufführte. 2001 war Nik Wallenda Teil der weltweit ersten 8-Personen-Pyramide. Im Jahr 2009 stellte er diverse Weltrekorde auf, die ihm einen Eintrag ins Guinness-Buch der Rekorde einbrachten. 
Große Aufmerksamkeit erregte sein Lauf über die Niagarafälle am 15. Juni 2012. Ebenfalls großes mediales Interesse erlangte Wallenda am 24. Juni 2013, als er auf einem 425 m langen, 5 cm starken Hochseil die 457 m tiefe Schlucht des Little Colorado Rivers auf Native Indian Land nahe dem Grand-Canyon-Nationalpark überquerte.
Am 2. November 2014 vollbrachte Wallenda in Chicago einen doppelten Drahtseilakt. Bei der ersten Aktion legte er in 200 Metern Höhe eine Strecke von 138 Metern zurück und musste dabei eine Steigung von 25 Metern bewältigen. Das Drahtseil war zwischen zwei Wolkenkratzern in Marina City angebracht. Der Weg führte vom Marina Tower West über den Chicago River bis zum Dach des Leo Burnett Buildings.
Wenige Minuten später führte er die zweite Etappe durch. Er überwand die knapp 30 Meter zur Spitze des Marina Towers East auf dem Drahtseil mit verbundenen Augen.
Wallenda hatte die Aktion seinem Urgroßvater Karl gewidmet, der 1978 in Puerto Rico bei einem Drahtseilakt zwischen zwei Hochhäusern in den Tod stürzte.
Der Sender Skyscraper Live hatte das Spektakel aus Chicago ab 19.30 Uhr (Ortszeit) weltweit live in 220 Länder übertragen.
Am 23. Juni 2019 überquerten Nik Wallenda und Lijana  Wallenda den New Yorker Times Square auf einem zwischen den Wolkenkratzern One Times Square und Two Times Square gespannten etwa 400 Meter langen Seil in rund 80 Metern Höhe in gegenläufiger Richtung. Auf behördliche Anweisung verwendeten sie dabei ein Sicherungsseil.

## Trivia
- Nik Wallenda führt seine Kunststücke traditionsgemäß ohne Netz und ohne Absicherung aus.
- Der amerikanische Sender American Broadcasting Company bestand bei der Live-Übertragung der Überquerung der Niagarafälle auf einem Sicherungsseil. Nik Wallenda sagte dazu: Sie haben mir damit ein wenig meinen Lebenstraum zerstört.[9]